# Seznam francoskih letalcev
Seznam francoskih letalcev.

## A
- Clément Ader
- Jacqueline Auriol

## B
- Maurice Bellonte
- Jean-Pierre Blanchard in Sophie Blanchard (balon)
- Louis Blériot

## F
- Henry (Henri) Farman

## G
- Andre-Jacques Garnerin (padalo)
- Roland Garros
- Georges Guynemer

## M
- Jean Mermoz (1901-1936)

## N
- Félix Nadar (balonar?)

## S
- Antoine de Saint-Exupéry